# Чечель-Хі
Чечель-Хі (рос. Чечель-Хи) — село у Ножай-Юртовському районі Чечні Російської Федерації.
Населення становить 284 особи. Входить до складу муніципального утворення Даттахське сільське поселення.

## Історія
Згідно із законом від 20 лютого 2009 року органом місцевого самоврядування є Даттахське сільське поселення.

## Населення
| 1990 | 2002 | 2010 |
| ---- | ---- | ---- |
| 405  | ↘241 | ↗284 |